# 西班牙反恐特別行動小組
西班牙反恐特別行動小組（西班牙語：Grupo Especial de Operaciones，縮寫：GEO）是隸屬於西班牙國家警察總隊的特種警察。现为世界上著名的反恐特战队之一。

## 已知裝備
| 反恐特別行動小組制服 |      |              |          |
|                      |      |              |          |
| 訓練（舊）           | 訓練 | 1978年1990年 | 1990至今 |

### 個人武器

#### 手槍
- HK P9S
- HK USP緊湊型
- SIG Sauer P226
- 馬努漢MR-73

#### 衝鋒槍
- HK MP5系列
  - 採用型號包括：A2、A3、A4、A5、A4PT、A5PT、K等。
- FN P90

#### 散彈槍
- 雷明登870
  - Wingmaster版本。
- HK512
- 弗蘭基SPS 350
- 弗蘭基SPS 230

#### 突擊步槍／戰鬥步槍
- HK33
  - E及EK型。
- HK53
- HK G41 TGS
  - 配備可發射長身40毫米榴彈的HK79附加型榴彈發射器。
- HK G3 FS
- SIG 551 SWAT
- SIG 552
- HK G36
- HK G36C
- HK417
- FN F2000 Tactical
  - 部分配備FN GL-1榴彈發射器。

#### 狙擊步槍
- 毛瑟SP66
  - .308溫徹斯特口徑型。
- HK PSG1
  - .308溫徹斯特口徑型。
- DSR-1
  - .308溫徹斯特口徑型。
- 薩科TRG-21
  - .308溫徹斯特口徑型。可以使用消音器。
- 薩科TRG-41
  - .338拉普麥格農口徑型。
- 薩科A2
- SIG SSG 2000
  - .308溫徹斯特口徑型。
- HK 33/SG1
  - .308溫徹斯特口徑型，配備光學瞄準鏡及兩腳架。

### 個人裝備
- 作戰服
- 戰術背心
- 戰術頭盔
- 防彈盾
- 夜視儀
- 各種手榴彈

## 流行文化

### 電子遊戲
- 《虹彩六號：圍攻行動》：第二年度DLC（2017年）有兩名身份為GEO的幹員在遊戲中登場。

## 外部連結
- 官方网站（西班牙文）